# Манфи (Падова)
Манфи је насеље у Италији у округу Падова, региону Венето.
Према процени из 2011. у насељу је живело 42 становника. Насеље се налази на надморској висини од 39 м.